# Оронт
Оронт (грец. Ορόντης), арабська назва Ель-Асі (Аси) чи Нахр-ель-Асі — річка, що протікає в Лівані, Сирії, Туреччині. Загальна довжина згідно з радянськими довідниками 571 кілометр, в інших країнах його вважають коротшим — довжина течії Оронту в Лівані 40 кілометрів, в Сирії 325, в Туреччині 88, сумарно 453 кілометри, або ж на 118 менше. Площа басейну 22,5 тисячі квадратних кілометрів. Протікає по западині Бекаа в Лівані, в Сирії через озеро Хомс і дном заболоченого грабена Ель-Габ, в Туреччині по котловині озера Амік з яким з'єднаний протокою, впадає в Середземне море в затоці Антак'я. Середня витрата води в середній течії близько 80 кубічних метрів на секунду, основний стік взимку. Води Оронта мають велике значення для зрошування в цьому посушливому регіоні. На річці стоять такі міста як Хомс, Хама, Антак'я.

## Назва
Римський географ Страбон писав, що раніше річка називалася Тифон, а перейменована в Оронт на честь людини, яка збудувала на ній перший міст. Араби називають річку Ель-Аси, використовуючи однак і стару назву. Наприклад на сирійських географічних картах пишуть майже завжди обидві назви — спершу одну, а далі в дужечках іншу.
Арабською назва Ель-Аси перекладається як «непокірний, бунтівник». Цьому дають три пояснення. По-перше, річ у тім, що на відміну від інших сирійських річок Ель-Аси тече на південь, а не на північ і ніде не повертається в напрямку Кааби. По-друге, річка має стрімку з круговертями течію. По-третє, непокірність пояснюється небажанням річки ділитися водою оскільки вона тече в досить глибокому каньйоні і використовувати воду для зрошення досить складно. До появи електронасосів доводилося будувати знамениті норії величезних розмірів.

## Водні конфлікти

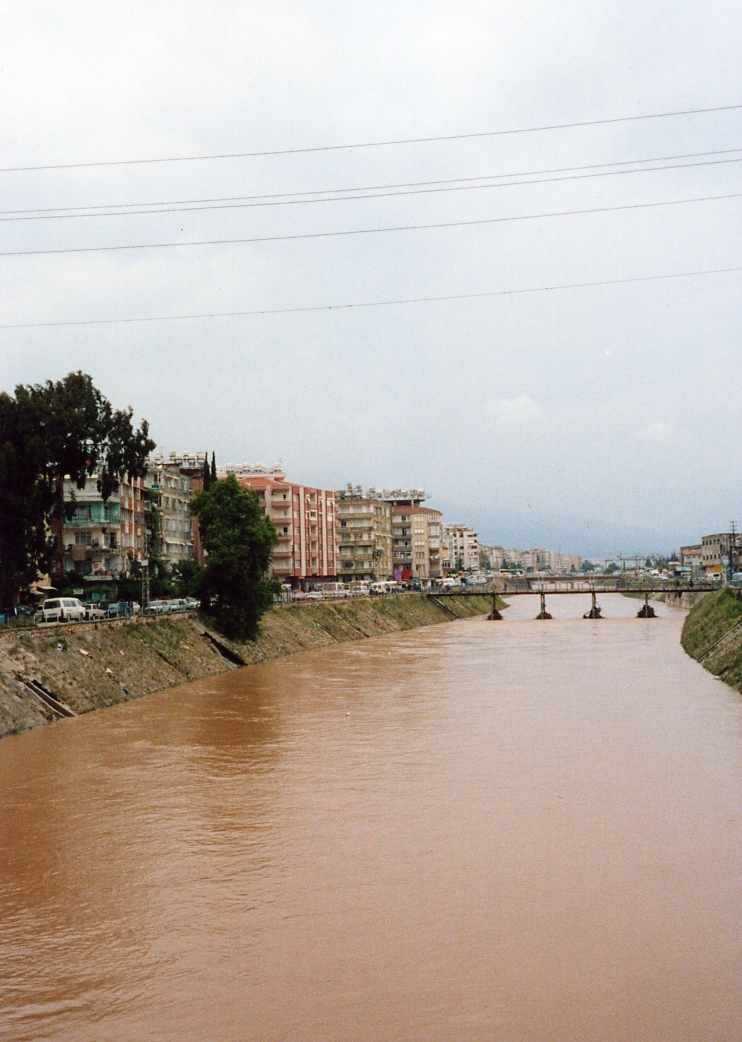
Оронт в Антак'ї

Існує старий конфлікт з приводу використання води Оронту між Сирією і Туреччиною чия територія лежить біля гирла річки. Туреччина звинувачує сирійців у тому, що вони використовують 90 % стоку річки, а ті 10 % які доходять до турецької території настільки забруднені, що малопридатні для використання. Це завдає величезної шкоди колись квітучій долині Амік. Зі свого боку Сирія не приймає турецьких претензій. Річ у тім, що район, який прилягає до гирла річки не визнається сирійцями турецьким. Іл Хатай історично був відомий як Александретський санджак і мав змішане арабсько-турецьке населення, а в часи Османської імперії входив у сирійський Халебський вілаєт. Після розпаду імперії ця територія відійшла до Сирії і була передана Франції під мандатне управління. Коли французи домовилися з сирійськими арабами про надання Сирії незалежності турки почали вимагати Александретський санджак собі. Напередодні Другої світової війни аби не сваритися з Туреччиною та під британським тиском Франція передала санджак туркам. Сирія не визнала цього і зберігає таку позицію досі. Тож офіційно з Сирійської точки зору в нижній течії Оронт не є міжнародною річкою — він тече територією Сирії аж до Середземного моря.